# 「超」怖い話
『「超」怖い話』（ちょうこわいはなし）は、取材に基づく実話怪談を集めた怪談本。
現在の編著者は、加藤一（四代目・冬班）・松村進吉（五代目・夏班）。

## 概要
実話怪談本としては希有なことに、1991年から現在まで、長期に渡って編著者・共著者を代替わりさせながら継続している。2度の休刊にもかかわらず、ディープなファンの呼び声によって復活を遂げるという、さながらゾンビのような伝説を持つ。これらの熱狂的読者は、特に怪談ジャンキーと呼ばれる。
取材に基づく現代怪談を扱った『新耳袋』（木原浩勝・中山市朗著）とは、「西の横綱の新耳、東の横綱の超怖（通称：ちょうこわ）」と並び称される、現代実話怪談の代名詞のひとつ。これに稲川淳二を加えて三大実話怪談と呼ばれる場合もある。
稲川の同名怪談本『超怖い話』（1995年～、角川書店/バンダイビジュアル）と、本作『「超」怖い話』（1991、勁文社/竹書房）は、タイトルの類似以外接点のない別作品。また、トップ製菓から『超・怖い話ガム』という商品が発売されているが、これもタイトルの類似以外の接点はない。

## 年表
この項では正規シリーズのみを記載。再編版・関連書・派生書・漫画・ゲーム・映像作品については各項に記載。
1991年（平成3年）
- 6月1日、勁文社から第一巻『「超」怖い話』新書版刊行。

初代編著者は安藤薫平。樋口明雄、加藤一、蜂巣敦が参加。
1992年（平成4年）
- 6月5日、第二巻『「超」怖い話2』新書版刊行。

安藤、蜂巣が退き、樋口が二代目編著者となり、加藤に加えて添田寛明が参加。
1993年（平成5年）
- 6月1日、『「超」怖い話』文庫版刊行。

文庫化の際、新書版から「よっこらしょ」「爆発！」「自転車の間をよぎるもの」「悪寒」の四編がページ数の都合により削除された。
- 7月1日、『「超」怖い話2』が『続「超」怖い話』と改題され、文庫版として刊行。

文庫化の際、新書版から「蔵王にて」「いい湯だな」の二編がページ数の都合により削除された。
- 8月1日、第三巻『新「超」怖い話』刊行。

添田が退き、樋口、加藤に加えて氷原公魚、平山夢明がデルモンテ平山名義で参加。
1994年（平成6年）
- 7月1日、第四巻『新「超」怖い話2』刊行。

氷原が退き、樋口、加藤、平山の三人体制となる。この体制は第八巻まで続く。
- 9月1日、第五巻『新「超」怖い話3』刊行。

この年から年二回刊となる。
1995年（平成7年）
- 6月5日、第六巻『新「超」怖い話5』刊行。

本来は『新「超」怖い話4』となるのだが、四は死に通じるという縁起担ぎから、四巻は欠番とされた。
- 8月1日、第七巻『新「超」怖い話6』刊行。

1996年（平成8年）
- 7月1日、第八巻『新「超」怖い話7』刊行。

この年から年一回刊に戻る。
1997年（平成9年）
- 7月1日、第九巻『新「超」怖い話8』刊行。

樋口が退き、平山が三代目編著者となり、平山＋加藤の二人体制となる。
樋口が退いた原因の一端が本書のあとがき（平山執筆）に記されている。
1998年（平成10年）
- 一年間の休刊。これを「最初の死」と呼ぶ。

1999年（平成11年）
- 6月30日、第十巻『新「超」怖い話Q』刊行。

読者からの問い合わせ殺到により、平山＋加藤体制のまま復活。
本来は『新「超」怖い話9』となるのだが、九は苦に通じるという縁起担ぎから、アルファベットのQ（キュー）を当て字として使用した。
2000年（平成12年）
- 7月31日、第十一巻『「超」怖い話 彼岸都市』刊行。

この巻より公式ホームページ上で募集した話が採用されるようになる。また、本書のサブタイトル彼岸都市も同様に公式ホームページ上で募集したものから採用されている。
安藤が退いた理由が本書のあとがき（加藤執筆）に記されている。
2001年（平成13年）
- 再び休刊。

2002年（平成14年）
- 4月19日、勁文社倒産。これを「二度目の死」と呼ぶ。

2003年（平成15年）
- 2月6日、第十二巻『「超」怖い話Α（アー）』が竹書房よりコンビニ文庫として刊行。

第九巻以来の平山＋加藤体制でシリーズ復活。1995年以来再び、冬（1月）と夏（7月）の年二回刊に戻る。
この巻より、平山はペンネーム・デルモンテ平山の使用をやめ、本名の平山夢明を名乗る。
- 8月6日、第十三巻『「超」怖い話Б（ベェー）』刊行。

2004年（平成16年）
- 2月6日、第十四巻『「超」怖い話Γ（ガンマ）』刊行。

本巻より連番表記がキリル文字からギリシア文字に変更された。
- 7月17日、第十五巻『「超」怖い話Δ（デルタ）』刊行。

2005年（平成17年）
- 2月5日、第十六巻『「超」怖い話E（イプシロン）』刊行。
- 7月29日、第十七巻『「超」怖い話Z（ゼータ）』刊行。

2006年（平成18年）
- 1月28日、第十八巻『「超」怖い話H（イータ）』刊行。

本書及びWeb上で、新共著者を公募する企画「超-1」を発表。
- 7月28日、第十九巻『「超」怖い話Θ（シータ）』刊行。

本書及びWeb上で、「超-1」結果発表。
2007年（平成19年）
- 1月28日、第二十巻『「超」怖い話Ι（イオタ）』刊行。

平山は参加せず、加藤が四代目編著者となり、超-1/2006優勝者である久田樹生、松村進吉両名が新共著者として参加。第八巻以来、十二巻ぶりに三人体制が復活。
この巻以降、冬は加藤編著、夏は平山編著の『「超」怖い話』シリーズ初の二班体制となる。
この巻から不定期で、帯と巻末にQRコードによるショート怪談『QR「超」怖い話』が掲載されるようになる。閲覧には対応機器（携帯電話等）が必要。掲載作の募集は加藤のブログ「さぼり記」で不定期に行われる。
- 7月5日、第二十一巻『「超」怖い話Κ（カッパ）』刊行。

加藤は参加せず、平山の単独著書となる。『「超」怖い話』全史の中で、加藤が参加しない巻はこれが初めて。また、共著者なしで著者一人の巻もこれが初めて。
2008年（平成20年）
- 1月30日、第二十二巻『「超」怖い話Λ（ラムダ）』刊行。

加藤、久田、松村の三人構成。
- 7月7日、第二十三巻『「超」怖い話Μ（ミュー）』刊行。

平山、久田、松村の三人構成巻となる。
この巻で平山はシリーズを卒業。歴代編著者で唯一、卒業を宣言しての離脱となる。
2009年（平成21年）
- 1月30日、第二十四巻『「超」怖い話N（ニュー）』刊行。

第二十二巻に続き、加藤、久田、松村の三人構成。
- 7月7日、第二十五巻『「超」怖い話Ξ（クシー）』刊行。

松村が平山の跡を継ぐ形で五代目編著者に就任し、久田との共著という二人構成。第二十巻以降の夏冬二班体制が継続されることになった。
2010年（平成22年）
- 1月30日、第二十六巻『「超」怖い話Π（パイ）』刊行。

加藤、久田に加え、新たな共著者として「恐怖箱 老鴉瓜」で恐怖箱デビューを果たした渡部正和を起用。新編成での三人構成となった。
本来は『「超」怖い話Ο（オミクロン）』となるのだが、『「超」怖い話0（ゼロ）』との混同を避ける為に欠番とされた。
- 7月30日、第二十七巻『「超」怖い話ρ（ロー）』刊行。

久田は参加せず、松村の単著となる。本書以降、夏班は松村の単著、冬班は加藤・久田・渡部の三人体制が続く。
2011年（平成23年）
- 1月31日、第二十八巻『「超」怖い話Σ（シグマ）』刊行。
- 8月5日、第二十九巻『「超」怖い話T（タウ）』刊行。

2012年（平成24年）
- 1月28日、第三十巻『「超」怖い話Φ（ファイ）』刊行。
- 7月28日、第三十一巻『「超」怖い話Χ（カイ）』刊行。

2013年（平成25年）
- 1月29日、第三十二巻『「超」怖い話Ψ（プサイ）』刊行。
- 7月29日、第三十三巻『「超」怖い話Ω（オメガ）』刊行。

ギリシア文字シリーズの最終巻。
2014年（平成26年）
- 1月29日、第三十四巻『「超」怖い話 午（うま）』刊行。

ギリシア文字シリーズに続く干支シリーズ第一弾。
加藤、久田、渡辺に加え、新たな共著者として「恐怖箱 蛇苺」で恐怖箱デビューを果たした深澤夜を起用。新編成での四人構成となった。
本書にて、勁文社時代のナンバリングシリーズを第一シーズン、竹書房ギリシア文字シリーズを第二シーズン、新シリーズを第三シーズンとする表記がある。
- 7月29日、第三十五巻『「超」怖い話 甲（きのえ）』刊行。

ギリシア文字シリーズに続く十干シリーズ第一弾。
夏班と冬班でナンバリングが異なるのはこれが初。

## 既巻一覧

### 勁文社（第一期）

#### ナンバリングシリーズ
- 「超」怖い話 (1991/6/1,安藤薫平編著,K-53) ISBN 4-7669-1424-4

文庫版『「超」怖い話』 (1993/6/1,安藤薫平編著,Q-013) ISBN 4-7669-1793-6
- 「超」怖い話2 (1992/6/5,樋口明雄編著,K-70) ISBN 4-7669-1624-7

文庫版『続「超」怖い話』 (1993/7/1,樋口明雄編著,Q-016) ISBN 4-7669-1823-1
- 新「超」怖い話 (1993/8/1,樋口明雄編著,Q-019) ISBN 4-7669-1832-0
- 新「超」怖い話2 (1994/7/1,樋口明雄編著,Q-047) ISBN 4-7669-2023-6
- 新「超」怖い話3 (1994/9/1,樋口明雄編著,Q-051) ISBN 4-7669-2055-4
- 新「超」怖い話5 (1995/6/5,樋口明雄編著,Q-055) ISBN 4-7669-2213-1
- 新「超」怖い話6 (1995/8/5,樋口明雄編著,Q-059) ISBN 4-7669-2296-4
- 新「超」怖い話7 (1996/7/1,樋口明雄編著,Q-062) ISBN 4-7669-2516-5
- 新「超」怖い話8 (1997/7/1,デルモンテ平山編著,Q-065) ISBN 4-7669-2742-7

### 勁文社（第二期）
- 新「超」怖い話Q (1999/6/30,デルモンテ平山編著,デ01-01) ISBN 4-7669-3232-3
- 「超」怖い話 彼岸都市 (2000/7/31,デルモンテ平山編著,デ01-02) ISBN 4-7669-3542-X

### 竹書房（第三期）

#### ギリシア文字シリーズ
- 「超」怖い話А（アー） (2003/2/6,平山夢明編著,HO-02) ISBN 978-4812411049
- 「超」怖い話Б（ベェー） (2003/8/6,平山夢明編著,HO-07) ISBN 978-4812412688
- 「超」怖い話Γ（ガンマ） (2004/2/6,平山夢明編著,HO-09) ISBN 978-4812414989
- 「超」怖い話Δ（デルタ） (2004/7/17,平山夢明編著,HO-13) ISBN 978-4812417355
- 「超」怖い話E（イプシロン） (2005/2/5,平山夢明編著,HO-18) ISBN 978-4812419762
- 「超」怖い話Z（ゼータ） (2005/7/29,平山夢明編著,HO-23) ISBN 978-4812422298
- 「超」怖い話H（イータ） (2006/1/28,平山夢明編著,HO-28) ISBN 978-4812425121
- 「超」怖い話Θ（シータ） (2006/7/28,平山夢明編著,HO-32) ISBN 978-4812427736
- 「超」怖い話Ι（イオタ） (2007/1/28,加藤一編著,HO-37) ISBN 978-4812430064
- 「超」怖い話Κ（カッパ） (2007/7/5,平山夢明著,HO-41) ISBN 978-4812431955
- 「超」怖い話Λ（ラムダ） (2008/1/30,加藤一編著,HO-47) ISBN 978-4812433676
- 「超」怖い話Μ（ミュー） (2008/7/7,平山夢明編著,HO-52) ISBN 978-4812435328
- 「超」怖い話N（ニュー） (2009/1/30,加藤一編著,HO-58) ISBN 978-4812437216
- 「超」怖い話Ξ（クシー） (2009/7/7,松村進吉編著,HO-67) ISBN 978-4812438855
- 「超」怖い話Π（パイ） (2010/1/30,加藤一編著,HO-79) ISBN 978-4812440797
- 「超」怖い話ρ（ロー） (2010/7/30,松村進吉編著,HO-89) ISBN 978-4812442609
- 「超」怖い話Σ（シグマ） (2011/1/31,加藤一編著,HO-103) ISBN 978-4812444665
- 「超」怖い話Τ（タウ）　(2011/7/29,松村進吉編著,HO-114) ISBN 978-4812446447
- 「超」怖い話Φ（ファイ） (2012/1/28,加藤一編著,HO-127) ISBN 978-4812448120
- 「超」怖い話Χ（カイ）　(2012/7/28,松村進吉編著,HO-138) ISBN 978- 4812490112
- 「超」怖い話Ψ（プサイ） (2013/1/29,加藤一編著,HO-157) ISBN 978-4812492864
- 「超」怖い話Ω（オメガ）　(2013/7/29,松村進吉編著,HO-174) ISBN 978-4812495629

#### 干支シリーズ
- 「超」怖い話午（うま） (2014/1/29,加藤一編著,HO-191) ISBN 978-4812498491

#### 十干シリーズ
- 「超」怖い話甲（きのえ）　(2013/7/29,松村進吉編著,HO-210) ISBN 978-4812488133

※ここでは二度の休刊の時期(1998,2001)を節目とする説を採用しているが、編著者が交替・代替わりした時期(1991,1992,1997,2007,2009)を節目とする説もある。

#### コラボ
- 「超」怖い話×中山市朗 （2024/7/29、中山市朗・松村進吉・深澤夜 (共著)

新耳袋とのコラボ。

#### 再編版（「超」怖い話クラシック）
- 「超」怖い話0（ゼロ） (2004/12/4,樋口明雄著,HO-16) ISBN 978-481241894-9
- 「超」怖い話∞（エンドレス） (2004/12,29,樋口明雄著,HO-17) ISBN 978-4812419243

復刊に合わせた書き下ろしが含まれる。
- 「超」怖い話†（クロス） (2005/10/6,安藤君平著,HO-25) ISBN 978-4812423387

「あなたの子供になって、生まれたい……」「お札の霊験」の二作品は蜂巣敦による寄稿。
- 「超」怖い話ベストセレクション 屍臭 (2009/2/26,平山夢明著,HO-59) ISBN 978-4812437360

竹書房版「超」怖い話からのセレクション。書き下ろし三作品を含む。
- 「超」怖い話クラシック ベストセレクション 殯（もがり） (2009/10/9,加藤一著) ISBN 978-4812439739

勁文社版「超」怖い話からのセレクション。書き下ろし三作品を含む。また、一部の作品は改作、改題されている。
- 「超」怖い話ベストセレクション 腐肉 (2010/4/26,平山夢明著,HO-84) ISBN 978-4812441169

竹書房版「超」怖い話からのセレクション。書き下ろし三作品を含む。
- 「超」怖い話ベストセレクション 懺骸（ざんがい） (2012/12/27,平山夢明著,HO-152) ISBN 978-4812437360

竹書房版「超」怖い話からのセレクション。書き下ろし五作品を含む。
- 「超」怖い話ベストセレクション 奈落 (2013/12/26,松村進吉著,HO-152) ISBN 978-4812498149

竹書房版「超」怖い話からのセレクション。書き下ろし四作品を含む。
- 「超」怖い話ベストセレクション 怪業 (2014/6/5,久田樹生著,HO-204) ISBN 978-4812489109

竹書房版「超」怖い話および超-1セレクション掲載分からのセレクション。
書き下ろし四作品を含む。また、全体的に大幅な加筆訂正が行われている。

#### 再編版（「超」怖い話クラシック以外）
- 怖い (2000/10/6,加藤一編著) ISBN 4-8124-0674-9

勁文社版「超」怖い話から加藤執筆分の数話を再録。稲川淳二他のインタビューを併録した再構成版のため、竹書房の出版だが「超」怖い話クラシックには含まれない。
- 怖い本1 (2000/6/18,平山夢明著,Hひ1-3) ISBN 4-89456-709-1
- 怖い本2 (2000/7/18,平山夢明著,Hひ1-4) ISBN 4-89456-724-5
- 怖い本3 (2002/7/18,平山夢明著,Hひ1-5) ISBN 4-89456-991-4
- 怖い本4 (2003/7/18,平山夢明著,Hひ1-6) ISBN 4-7584-3056-X

勁文社版「超」怖い話から平山執筆分全話を再録。角川春樹事務所から刊行されており、「超」怖い話クラシックには含まれない。4は書き下ろし十作品を含む。
なお、勁文社版「超」怖い話平山執筆分を再録しているのは4までで、5以降は単独の書き下ろし実話怪談シリーズとなっている。

## 関連書

### 新著者単著（「超」怖い話ニューエイジ）
冠に「超」怖い話と付き、竹書房から刊行された「超」怖い話正規関連書と言える作品群。
- 「超」怖い話 怪歴 (2007/6/15,久田樹生著,HO-41) ISBN 978-4812431818
- 「超」怖い話 怪記 (2007/8/17,松村進吉著,HO-42) ISBN 978-4812432228
- 「超」怖い話 怪逅 (2009/4/22,久田樹生著,HO-62) ISBN 978-4812438039
- 「超」怖い話 怪福 (2010/4/20,久田樹生著,HO-83) ISBN 978-4812441688
- 「超」怖い話 怪災 (2010/10/29,久田樹生著,HO-97) ISBN 978-4812443453
- 「超」怖い話 怪罪 (2011/4/28,久田樹生著,HO-109) ISBN 978-4812445396
- 「超」怖い話 怪罰 (2011/10/29,久田樹生著,HO-121) ISBN 978-4812447321
- 「超」怖い話 怪賊 (2012/4/28,久田樹生著,HO-133) ISBN 978-4812448991
- 「超」怖い話 怪牢 (2012/10/29,久田樹生著,HO-146) ISBN 978-4812491119
- 「超」怖い話 怪儡（かいらい） (2013/4/27,久田樹生著,HO-166) ISBN 978-4812494332
- 「超」怖い話 鬼市（きし） (2013/3/29,渡部正和著,HO-163) ISBN 978-4812494264
- 「超」怖い話 怪望 (2013/10/29,久田樹生著,HO-182) ISBN 978-4812497029
- 「超」怖い話 怪團（かいだん） (2014/4/28,久田樹生著,HO-200) ISBN 978-4812499795

### 超-1傑作選
実話怪談コンテスト「超-1」の傑作選。2007年度から新レーベル「恐怖箱」シリーズに分類されるようになった。
- 「超」怖い話 超-1 怪コレクション (2006/10/6,加藤一編,HO-34) ISBN 978-4812428719
- 「超」怖い話 超-1 怪コレクションVol.2 (2006/11/4,加藤一編,HO-35) ISBN 978-4812429013
- 「超」怖い話 超-1 怪コレクションVol.3 (2006/12/6,加藤一編,HO-36) ISBN 978-4812429327
- 恐怖箱 超-1 怪コレクション 黄昏の章 (2007/10/4,加藤一編,HO-43) ISBN 978-4812432402
- 恐怖箱 超-1 怪コレクション 夜明けの章 (2007/11/6,加藤一編,HO-44) ISBN 978-4812432761
- 恐怖箱 超-1 怪コレクション 彼岸花 (2008/10/6,加藤一編,HO-54) ISBN 978-4812436035
- 恐怖箱 超-1 怪コレクション 女郎花 (2009/10/6,加藤一編,HO-70) ISBN 978-4812439456
- 恐怖箱 超-1 怪コレクション 鬼灯 (2010/9/29,加藤一編,HO-93) ISBN 978-4812443156
- 恐怖箱 超-1 怪コレクション 金木犀 (2011/9/29,加藤一編,HO-119) ISBN 978-4812446935

## 派生書

### 恐怖箱
超-1から派生した実話怪談レーベル。

#### 単著・共著
- 恐怖箱 怪医 (2008/3/6,雨宮淳司著,HO-48) ISBN 978-4812433942
- 恐怖箱 怪癒 (2009/3/6,雨宮淳司著,HO-59) ISBN 978-4812437377
- 恐怖箱 しおづけ手帖 (2009/12/17,松村進吉/深澤夜著,HO-76) ISBN 978-4812440438
- 恐怖箱 怪痾（かいあ） (2010/3/6,雨宮淳司著,HO-80) ISBN 978-4812441114
- 恐怖箱 怪路 (2010/5/28 深澤夜著,HO-86) ISBN 978-4812441961
- 恐怖箱 哭塊 (2011/2/28,雨宮淳司著,HO-105) ISBN 978-4812444795

四大元素シリーズ一冊目。
- 恐怖箱 籠目 (2011/3/29,鳥飼誠著,HO-107) ISBN 978-4812445167

表紙はイラストレーターの嘉弖苅悠介。
- 恐怖箱 臨怪 (2011/7/29,神沼三平太著,HO-115) ISBN 978-4812446454]

表紙は画家・イラストレーターの近藤宗臣。
- 恐怖箱 風怨 (2012/2/29,雨宮淳司著,HO-129) ISBN 978-4812448472

四大元素シリーズ二冊目。
- 恐怖箱 厭怪（えんかい） (2012/3/29,つくね乱蔵著,HO-131) ISBN 978-4812448762

表紙は画家の芳賀沼さら。
- 恐怖箱 吼錆（くさび） (2013/2/28,鈴堂雲雀著,HO-161) ISBN 978-4812493380
- 恐怖箱 風怨 (2013/9/28,雨宮淳司著,HO-179) ISBN 978-4812493809

四大元素シリーズ三冊目。
- 恐怖箱 崩怪 (2014/2/28,神沼三平太著,HO-194) ISBN 978-4812498903
- 恐怖箱 魔炎 (2014/3/29,雨宮淳司著,HO-197) ISBN 978-4812499313

四大元素シリーズ四冊目。本巻で四大元素シリーズは完結。

#### 恐怖箱トリニティ
三人の著者による共著。
- 恐怖箱 蛇苺 (2008/7/5,深澤夜/原田空/つくね乱蔵著,HO-51) ISBN 978-4812435168
- 恐怖箱 老鴉瓜 (2008/9/5,鳥飼誠/矢内倫吾/渡部正和著,HO-53) ISBN 978-4812435724
- 恐怖箱 蟻地獄 (2009/7/4,原田空/矢内倫吾/高田公太著,HO-66) ISBN 978-4812438640
- 恐怖箱 赤蜻蛉 (2009/9/4,鳥飼誠/怪聞亭/つきしろ眠著,HO-69) ISBN 978-4812439296
- 恐怖箱 蝙蝠 (2010/6/30 つくね乱蔵/山際みさき/橘百花著,HO-87) ISBN 978-4812442227
- 恐怖箱 精霊舟 (2010/8/30 鳥飼誠/寺川智人/高田公太著,HO-92) ISBN 978-4812443019
- 恐怖箱 蝦蟇 (2011/6/29,深澤夜/高田公太/神沼三平太著,HO-113) ISBN 978-4812445983
- 恐怖箱 油照 (2011/8/29,つくね乱蔵/鈴堂雲雀/寺川智人著,HO-117) ISBN 978-4812446676
- 恐怖箱 海月 (2012/6/29,深澤夜/寺川智人/三雲央著,HO-137) ISBN 978-4812449639
- 恐怖箱 空蝉 (2012/8/29,鳥飼誠/鈴堂雲雀/戸神重明著,HO-142) ISBN 978-4812490532
- 恐怖箱 白夜 (2013/2/28,つくね乱造/橘百華/三雲央著,HO-170) ISBN 978-4812495162
- 恐怖箱 魂迎 (2013/8/29,深澤夜/鳥飼誠/戸神重明著,HO-177) ISBN 978-4812496169
- 恐怖箱 狐手袋 (2014/6/28,鈴堂雲雀/戸神重明/橘百華著,HO-206) ISBN 978-4812489697

橘百花は本書より橘百華に改名。

#### 恐怖箱百物語
高田公太、神沼三平太、ねこや堂共著、加藤一編による百物語シリーズ。
- 恐怖箱 百聞 (2012/7/28,HO-139) ISBN 978-4812490105
- 恐怖箱 百舌 (2013/7/29,HO-175) ISBN 978-4812495643
- 恐怖箱 百眼 (2014/7/29,,HO-209) ISBN 978-4812488126

表紙はいずれも画家・イラストレーターの近藤宗臣。

#### 恐怖箱オールスターズ
複数の「超」怖い話/恐怖箱執筆陣によるアンソロジー。
- 恐怖箱 十三 (2009/11/20,加藤一編著,HO-74) ISBN 978-4812440193

十三名の著者、「恐怖箱」レーベル十三冊目、そして店頭発売が十三日の金曜日(2009/11/13)という、本シリーズでは避けてきた忌み数「十三」を意図的に重ねて踏んだ、異例中の異例となる一冊。
著者は以下の十三名（五十音順）。
本書までに発売された「恐怖箱」レーベルは以下の計十二冊（発売日順）。
「怪集 蟲」のみ例外的に「恐怖箱」レーベルとしてカウントされている
- 恐怖箱 怪想 (2010/11/30,加藤一編著,HO-99) ISBN 978-4812443897

「記憶」をテーマとしたアンソロジー。著者は以下の十二名（五十音順）。
- 恐怖箱 怪生 (2011/11/29,加藤一編著,HO-123) ISBN 978-4812447550

「人間以外の生き物」をテーマとしたアンソロジー。表紙は画家の芳賀沼さら。
著者は以下の十四名。（五十音順）
- 恐怖箱 怪客 (2012/11/29,加藤一編著,HO-151) ISBN 978-4812491850

表紙は画家・イラストレーターの近藤宗臣。
- 恐怖箱 怪泊 (2013/11/29,加藤一編著,HO-185) ISBN 978-4812497548

表紙は画家・イラストレーターの近藤宗臣。

### 「」怖い話
冠の鉤括弧内に超以外の文字が当て嵌められた作品群。

#### 「弩」怖い話
特定のテーマで構成された作品群。いずれも加藤一の単著。
- 「弩」怖い話 ～螺旋怪談～ (2004/4/6,加藤一著,HO-10) ISBN 978-4812415634

全話が接点を持つ構成。一部、2ちゃんねるに投稿された話を話者承諾の元で収録している。
- 「弩」怖い話2 ～Home Sweet Home～ (2005/3/5,加藤一著,HO-19) ISBN 978-4812420003

家にまつわる話のみを収録。
- 「弩」怖い話3 ～Libido with Destrudo～ (2006/4/6,加藤一著,HO-29) ISBN 978-4812426036

色情霊や情事にまつわる話のみを収録。
- 「弩」怖い話4 ～Visit Invisible～ (2007/4/6,加藤一著,HO-38) ISBN 978-4812430484

日常的に霊を見る人から集めた話のみを収録。

#### 「極」怖い話
「弩」怖い話の後継となる作品群。いずれも加藤一の単著。
- 「極」怖い話 (2008/4/5,加藤一著,HO-49) ISBN 978-4812434147
- 「極」怖い話 罠 (2009/4/4,加藤一著,HO-61) ISBN 978-4812437629
- 「極」怖い話 甦怪（そかい） (2010/4/7,加藤一著,HO-82) ISBN 978-4812441428

超-1/2007応募作から38編をピックアップし、加藤自らがリライトした話を収録。
- 「極」怖い話 遺託（いたく） (2011/5/28,加藤一著,HO-111) ISBN 978-4812445631

主に他の怪談作家から加藤に寄せられた話を収録。
- 「極」怖い話 面妖 (2012/5/28,加藤一著,HO-135) ISBN 978-4812449257

主に妖怪にまつわる話を収録したもの。
表紙は画家・イラストレーターの近藤宗臣。
加藤の著作「妖弄記」（マイクロマガジン社）を加筆修正、改題し復刻している。
- 「極」怖い話 地鎮災 (2013/5/29,加藤一著,HO-169) ISBN 978-4812494769

建物と建築に関わる話を収録。
- 「極」怖い話 謝肉災 (2014/5/29,加藤一著,HO-203) ISBN 978-4812489093

未掲載の投稿作から発掘したり、これまでページの都合で掲載を見送っていた話を収録。
『「弩」怖い話4 ～Visit Invisible～』収録の「罪と罰」のその後が収録されている。
表紙はイラストレーターの嘉弖苅悠介。

### 「超」怖い物語
- 超 怖い物語 -壱- 屍村 (2006/9/6,樋口明雄著 HO-33) ISBN 978-4812428184

加藤の『「弩」怖い話 ～螺旋怪談～』と似た傾向の派生作品。文体は創作ホラーと同じだが、裏表紙の記述ではハイブリッド・ホラーと銘打ち、どこまでが現実でどこまでが空想なのかは読者に委ねられる形になっている。
「壱」と銘打たれているが続刊は出ていない。同じ竹書房より飯野文彦による同題のシリーズが刊行されているが、内容に関連がない全くの別物である。

### 遺伝記/怪集
創作ホラー大会「怪集」とその前身となった「遺伝記」に関係した作品群。
- 恐怖箱 遺伝記 (2008/12/5,加藤一編,HO-56) ISBN 978-4812436585

遺伝記/2008傑作選。
- 怪集 蟲 (2009/8/6,松村進吉/つくね乱蔵/深澤夜著,HO-68) ISBN 978-4812438909

怪集/2009開催期間中に刊行された書き下ろしホラー連作集。
本書から要素を取り込んだ作品を本大会に応募する事が可能だった。
- 怪集 蠱毒（こどく） (2009/12/4,加藤一編,HO-75) ISBN 978-4812440209

怪集/2009傑作選。

## 漫画
- 平成50の怪談 (1997,ワニマガジン社)
- 恐怖の実話怪談 (1999,ワニマガジン社)

- 「超」怖い話 怨念浮遊 (2004/4/9,平山夢明著,竹書房) ISBN 978-4812459881

書き下ろし二作品を含む。
- 「超」怖い話 呪殺地帯 (2004/7/23,平山夢明著,竹書房) ISBN 978-4812460504

書き下ろし二作品を含む。
- 「超」怖い話 死霊の宴 (2005/1/28,平山夢明著,竹書房) ISBN 978-4812461204

『ドキュメント「超」怖い話 ～富士樹海編～』『ドキュメント「超」怖い話 ～沖縄編～』の撮影ルポ二編を含む。
- 心霊物件2008 (2008/7/16,超-1W（加藤一/久田樹生/松村進吉）著,講談社) ISBN 978-4063742367

## 映像作品

### 映画
- 「超」怖い話A 闇の鴉 (2004/7/23,竹書房) ISBN 978-4812416976

2004年5月29日公開。主演は佐藤寛子、共演は寺島進他。平山もカメオ出演している。
- 「超」怖い話 THE MOVIE/闇の映画祭 (2005/7/22,竹書房) ISBN 978-4812422854

2005年7月2日公開。平山の他、津田寛治・矢部美穂・快楽亭ブラック (2代目)・遠藤憲一らがメガホンを取ったオムニバスホラー短編集。
- 「超」怖い話 (2017/7/5,ブラウニー配給,キングレコード)

2016年8月20日「夏のホラー秘宝まつり」で公開。千葉誠治監督で、主演は荻野可鈴・肘井美佳・仁科あいの3話構成のオムニバスホラー短編集。
- 「超」怖い話2 (2018/7/4,ブラウニー配給,キングレコード)

2017年8月19日「夏のホラー秘宝まつり」で公開。前作と同じく監督は千葉で、主演は荻野可鈴・志田友美・京佳・山田朱莉の4話構成のオムニバスホラー短編集。

### ネット配信（後DVD化）
- ドキュメント「超」怖い話〜富士樹海編〜 (2005/4/22,ライブドア配信,竹書房) ISBN 978-4812421116

青木ヶ原樹海を舞台とした怪奇スポットツアーと再現ドラマ『「超」怖い話劇場』の二部構成。
映画『「超」怖い話A 闇の鴉』舞台挨拶のトークショー（平山と加藤）及び映画『東京伝説 蠢く街の狂気』舞台挨拶のトークショー（平山と木原浩勝）の模様が特典映像として収録されている。
- ドキュメント「超」怖い話〜沖縄編〜 (2005/6/24,ライブドア配信,竹書房 ISBN 978-4812422137

沖縄を舞台とした怪奇スポットツアーと再現ドラマ『「超」怖い話劇場』の二部構成。
映画『「超」怖い話A 闇の鴉』舞台挨拶のトークショー（平山と加藤）及び映画『東京伝説 蠢く街の狂気』舞台挨拶のトークショー（平山と木原浩勝）の模様が特典映像として収録されている。
- ドキュメント「超」怖い話〜都市伝説編〜Ⅰ (2008/5/2,ライブドア配信,竹書房) ISBN 978-4812434567

八王子城址をメインとした怪奇スポットツアーと「林家彦いちの恐怖朗読劇場」の二部構成。
ツアーには福澤徹三も同行。
- ドキュメント「超」怖い話〜都市伝説編〜Ⅱ (2008/7/4,ライブドア配信,竹書房) ISBN 978-4812435236

京都を舞台とした怪奇スポットツアーと「神田阿久鯉の恐怖朗読劇場」の二部構成。
- ドキュメント「超」怖い話〜都市伝説編〜Ⅲ (2008/10/3,ライブドア配信,竹書房) ISBN 978-4812436257

霊体験をした三人の女性へのインタビューとその考察、「ひとりかくれんぼ」の実験、「安原麗子の恐怖朗読劇場」の三部構成。
- ドキュメント「超」怖い話〜都市伝説編〜Ⅳ (2008/12/5,ライブドア配信,竹書房) ISBN 978-4812436554

東北を舞台とした怪奇スポットツアーと「津田寛治の恐怖朗読劇場」の二部構成。

### TVドラマ
- 「超」怖い話（テレビ神奈川で2006年1月11日から3月29日まで放送（23:30-24:00）、全12話）

DVDソフト - 「超」怖い話 TV完全版 (2006/6/23発売,竹書房) ISBN 978-4812427569

## ゲーム
- 「超」怖い話DS 青の章 (2010/8/5,ニンテンドーDS,アルケミスト)

『「超」怖い話Α（アー）』『「超」怖い話Б（ベェー）』の平山執筆分をベースとしたサウンドノベル。
語り：茶風林。声の出演：宮崎敦吉 ほか。
書籍未収録作品二作と完全書き下ろし三作が収録されている。

## 超-1と怪集

### 超-1
一般参加による実話怪談コンテスト。名称の由来は格闘技大会「K-1」。
主催は加藤一を中心とした「超-1実行委員会」。
竹書房は協賛で大会への直接関与は行っていない。また、加藤以前の歴代編者（安藤・樋口・平山）は本大会に一切関与していない。
審査員による選定ではなく一般読者の採点で順位を決める公選方式を採用している。ただし実行委員会にて実力不足と判断された場合、優勝者は空位となる。
第一回と第五回以外では賞金が設けられていないが、大会傑作選が竹書房より刊行され、その占有ページ数に応じた原稿料が掲載者に支払われる。
また、傑作選での書き下ろし、上位ランカーの「恐怖箱」レーベルへの採用、2010年には渡部正和が「超」怖い話本シリーズの共著者に抜擢されるなど、様々な広がりを見せている。

#### 来歴
超-1/2006（第一回）
「超」怖い話シリーズ十五周年を記念して開催され、優勝者には賞金十五万円が授与された。
単なる記念大会ではなく、1997年の『新「超」怖い話8』以降続いてきた平山・加藤の二名体制に加わる第三の著者を市井から発掘しようという主旨があった。
大会の参加は資格不問、専用フォーム及び郵送で投稿された作品は無加工・無選別で随時公式ブログに掲載されると同時に基本点数5点が付与される。
大会期間中、掲載された作品は一般閲覧者による講評と採点が行われ、獲得点数により最終順位が確定する。
講評と採点は各作品のコメント欄と各自のブログ上からのトラックバックの二通りで行われ、コメント講評は+1・0・-1、トラックバック講評は+3・0・-3の三段階で評価される。
また公式BBS上では、投稿作を自由に書き直す「インスパイ屋」がお祭りの一環として行われた。
超-1/2007（第二回）
基本点数と郵送による作品募集が廃止、コメント講評は-4～+4、トラックバック講評は-6～+6の範囲での自由採点へと変更された。
投稿者にも自他の作品を講評・採点するよう推奨されており、そのコンプリート率によって獲得点数にボーナス・ペナルティが発生するようになった。
また、インスパイ屋を更に発展させたリライト制度を制定。投稿者が投稿時にリライトを許諾した作品のみ、誰でも書き直して各自のブログ上で公開する事ができる。その際に元作品へトラックバックを飛ばす事で、元作品に対しリライトボーナス点(+5点)が加点される。
超-1/2008（第三回）
採点方式に偏差値制度が導入された。全体の平均点を基準点とし、基準点以上の作品に加算された点数にボーナスが加点された。
超-1/2009（第四回）
基準点以上の作品数によって投稿者をA～Cの三つのグループに分類し、単純な合計点数ではなく作品のクオリティを重視した採点方式へと発展した。
超-1/2010（第五回）
大会五周年を記念し賞金が付けられた。
- ランキング一位……三十万円
- ランキング二位……五万円
- 最優秀作品賞……十万円
- 最信任講評者賞……五万円
- 稲川賞……稲川淳二による作品の朗読

今大会より作品の長さ制限（ディスク上のファイルサイズ10000byte以下）が設けられた。
また、特定の講評者に阿る、または嫌う者による配点の偏りを防ぐため、前回使用した講評者名を使用しない事が推奨されたが、講評者側に強いる負荷を考慮し、義務化はされなかった。
上記影響を配慮してか、著者と講評者の同定およびアンケート内容は公表されず、それは2011年以降も継続された。
超-1/2011（第六回）
ルールは2010年度と変わらず。
超-1/2012（第七回）
ルールは2011年度と変わらず。
超-1/2013（第八回）
ルールは2012年度と変わらず。本大会以降、超-1は実施されていない。

#### 歴代の結果一覧
超-1/2006（第一回）
- 優勝：高山大豆（久田樹生）・ロールシャッハ（松村進吉）
- 三位：PONKEN（鳥飼誠）
- 四位：吉田ゆうき
- 五位：藪蔵人（渡部正和）

超-1/2007（第二回）
- 優勝：なし
- 二位：藪蔵人（渡部正和）
- 三位：ダウン
- 四位：矢内倫吾
- 五位：HYDROGEN（深澤夜）

超-1/2008（第三回）
- 優勝：なし
- 二位：へみ
- 三位：山際みさき
- 四位：黒ムク（橘百花）
- 五位：すねこすり（寺川智人）

超-1/2009（第四回）
- 優勝：なし
- 二位：つくね乱蔵
- 三位：もけたろう
- 四位：北極ジロ
- 五位：へみ

超-1/2010（第五回）
- 優勝：なし
- 二位：ねこや堂
- 三位：つくね乱蔵
- 四位：ぼっこし屋
- 五位：鈴堂雲雀
- 最優秀作品賞：北極ジロ「あかいはこ」
- 最信任講評者賞：逸匠冥帝（幽鬼の源）
- 稲川賞：つくね乱蔵「ひとりぼっちで」、大坂秋知「多発地帯」、ささきやすなり（神沼三平太）「こわれ屋」

超-1/2011（第六回）
- 優勝：なし
- 二位：戸神重明
- 三位：三雲央
- 四位：宇津呂鹿太郎
- 五位：ねこや堂

超-1/2012と2013は結果発表が行われていない。

### 怪集
超-1と同一のルールで行われた創作ホラー大会。主催その他は超-1と同じ。
超-1との大きな違いは以下の通り。
- 各大会ごとに設定されたテーマを取り扱わなければならない。
- 他の作品から要素（人物・場所・物品等）を最低一つ、最大で三つ引き継がなければならない。
- 実話や実在の人物を取り扱う事は禁止されている。
  - 怪集/2009では更に、怪集応募作以外の創作物を取り扱うことも禁止された。
- リライトは全面禁止。ただし結果発表後、傑作選に掲載されなかった作品を作者自身がブログ等でリライトを行うことは許可されている。

作品の繋がりをまとめたデータは公式で随時更新・配布が行われ、Windows用のフリーウェア「Frieve Editor」で閲覧すると、その繋がりと枝葉の広がりを動的に確認する事ができる。
プレ大会の遺伝記/2008、本大会の怪集/2009以降、同主催による創作ホラー大会は行われていない。

#### 来歴
遺伝記/2008
怪集の前身となった大会。
テーマは「樹木」。ルールは超-1/2008と同じ。
怪集/2009（第一回）
テーマは「虫」。ルールは超-1/2009と同じ。
一般募集締切後に15日間限定で追加作品の募集を行う特別編が開催され、特別編応募作は竹書房編集部により優秀作が選ばれ、傑作選に掲載された。
一般募集・特別編共に長編が多かったため、翌年の超-1/2010から作品の長さ制限が設けられる事になった。

#### 歴代の結果一覧
遺伝記/2008
- 優勝：深澤夜
- 二位：つくね乱蔵
- 三位：ねこや堂
- 四位：久田樹生
- 五位：せんべい猫（寺川智人）

怪集/2009（第一回）
- 優勝：せんべい猫（寺川智人）
- 二位：謡堂
- 三位：ねこや堂
- 四位：つくね乱蔵
- 五位：矢内倫吾
- 特別編：深澤夜「蝗の村」

### 編著者・共著者

#### 編著者
- 安藤薫平

初代編著者。「超」怖い話のみ参加。
別名義に安藤君平。
- 樋口明雄

「超」怖い話2（続「超」怖い話）で二代目編著者に就任。
「超」怖い話から新「超」怖い話7まで参加。
- 平山夢明

新「超」怖い話8で三代目編著者に就任。2007年～2008年は夏班担当。
新「超」怖い話から「超」怖い話Mまで参加。Ι、Λには参加せず。
勁文社時代の筆名はデルモンテ平山。
- 加藤一

「超」怖い話Ιで四代目編著者に就任。2007年以降は冬班担当。第三シーズンでは十二支シリーズを担当。
「超」怖い話から参加。Κ、M、Ξ、ρには参加せず。シリーズ最古の編著者。
- 松村進吉

「超」怖い話Ξで五代目編著者に就任。2009年以降は夏班担当。第三シーズンでは十干シリーズを担当。
「超」怖い話Ιから参加。Κ、Πには参加せず。
超-1参加時の筆名はロールシャッハ。

#### 共著者
- 蜂巣敦

「超」怖い話のみ参加。
- 添田寛明

「超」怖い話2（続「超」怖い話）のみ参加。
- 氷原公魚

新「超」怖い話のみ参加。
- 久田樹生

「超」怖い話Ιから参加。Κ、ρには参加せず。
超-1参加時の筆名は高山大豆。
- 渡部正和

「超」怖い話Πから参加。ρには参加せず。
超-1優勝未経験者では初の、本シリーズ共著への昇格者。
超-1参加時の筆名は藪蔵人。
- 深澤夜

「超」怖い話午から参加。
渡部正和に続く、超-1ランカーから本シリーズ共著への昇格者。
超-1参加時の筆名はHYDROGEN。

### 怪談
- 怪談
- 新耳袋
- 稲川淳二
- 怖い噂（旧・不思議ナックルズ）